# Peter Adamson
Peter Scott Adamson (* 10. August 1972) ist ein US-amerikanischer Historiker der antiken, mittelalterlichen und arabischen Philosophie.

## Leben
Nach einem 1994 abgeschlossenen Studium am Williams College in Williamstown, Massachusetts, erwarb Adamson 2000 den Ph.D. in Philosophie an der University of Notre Dame, Indiana. Im Anschluss war er zunächst Lecturer (2000–2006), dann Reader (2006–2009) und schließlich Professor for Ancient and Medieval Philosophy (2009–2012) am King’s College London. 2012 wechselte er auf den Lehrstuhl für spätantike und arabische Philosophie an der Ludwig-Maximilians-Universität München, um dort mit Christof Rapp und Oliver Primavesi die Münchener Schule für antike Philosophie zu leiten. Gleichzeitig hat er noch eine Teilprofessur am King’s College inne.

## Forschungsschwerpunkte
Adamson arbeitet philosophiegeschichtlich interpretierend zur Rezeption des Aristoteles und des Neuplatonismus, hier besonders des Plotin in Gestalt der sogenannten Theologie des Aristoteles, in der arabischen Philosophie. Unter den arabischen Philosophen hat er insbesondere al-Kindī, al-Fārābī und der Schule von Bagdad, Avicenna und Averroes Arbeiten gewidmet, aber auch begriffsgeschichtliche Untersuchungen (etwa zu Ewigkeit, Willensfreiheit, Sein) vorgelegt.
Einem größeren englischsprachigen Publikum bekannt geworden ist er durch seinen wöchentlichen Podcast History of Philosophy Without Any Gaps sowie durch Auftritte vor allem in Audio-Medien.

## Auszeichnungen
- 2020: Schelling-Preis

## Schriften (Auswahl)
Monographien
- The Arabic Plotinus. A Philosophical Study of the "Theology of Aristotle". Duckworth, London 2002, ISBN 0-7156-3163-2.
- Great Medieval Thinkers: al-Kindī. Oxford University Press, New York 2007 (online).
- mit Peter E. Pormann: The Philosophical Works of al-Kindī. Oxford University Press, Karachi 2012.

Herausgeberschaften
- (Hrsg., mit Richard C. Taylor) The Cambridge Companion to Arabic Philosophy. Cambridge University Press, Cambridge 2004 (online).
- (Hrsg., mit Han Baltussen, Martin William Francis Stone): Philosophy, Science and Exegesis in Greek, Arabic and Latin Commentaries. Institute of Classical Studies, London 2004.
- (Hrsg.) Classical Arabic Philosophy: Sources and Reception. Warburg Institute, London 2007.
- (Hrsg.) In the Age of al-Fārābī. Arabic Philosophy in the Fourth-Tenth Century. Warburg Institute, London 2008.
- (Hrsg.) In the Age of Averroes. Arabic Philosophy in the Sixth/Twelfth Century. Warburg Institute, London 2011.
- * mit Peter E. Pormann (Hrsg.): Philosophy and Medicine in the Formative Period of Islam. (Warburg Institute colloquia, 31). Warburg Institute, London 2017.

Artikel und Rezensionen
- Freedom and Determinism. In: The Cambridge History of Medieval Philosophy. Cambridge UP, Cambridge 2010, 399–413.
- mit Peter E. Portman: Aristotle’s Categories and the Soul: An Annotated Translation of Al-Kindi’s That There Are Separate Substances. In: John M. Dillon, The afterlife of the Platonic soul: reflections of Platonic psychology in the monotheistic religions. Brill, Leiden 2009 (Studies in Platonism, Neoplatonism, and the Platonic tradition, Bd. 9), 95–106 (online).
- Rezension von: Epistles of the Brethren of Purity. On Logic. An Arabic Critical Edition and English Translation of Epistles 10–14. Edited and translated by Carmela Baffioni (Oxford: Oxford University Press, 2010, in: Journal of Islamic Studies 2011 (online)).
- Rezension von: Pauliina Remes, Neoplatonism, Acumen, 2008, in: Notre Dame Philosophical Reviews 2009.01.06. (online).
- in der  Stanford Encyclopedia of Philosophy:
  - The Theology of Aristotle. 2021.
  - Abu Bakr al-Razi. 2021.
  - al-Kindi. 2020.